# Катастрофа Як-40 под Душанбе
Катастрофа Як-40 под Душанбе — авиационная катастрофа, произошедшая в день четверга 12 июня 1980 года в окрестностях Душанбе. Авиалайнер Як-40 Курган-Тюбинского ОАО авиакомпании «Аэрофлот» выполнял регулярный внутренний рейс Ш-88 по маршруту Ленинабад — Душанбе, но в Душанбинском аэропорту на пути лайнера к посадке в аэропорту Душанбе были грозовые очаги. Экипаж принял решение обходить их, но при обходе лайнер отклонился от курса и врезался в гору, полностью разрушившись. Погибли все 29 человек на борту — 25 пассажиров и 4 члена экипажа.

## Самолёт
Як-40 с бортовым номером 87689 (заводской — 9910403, серийный — 03-04) был выпущен Саратовским авиационным заводом 28 февраля 1969 года и передан Министерству гражданской авиации, которое к 12 марта направило его в Душанбинский авиаотряд Таджикского управления гражданской авиации. Салон имел пассажировместимость на 24 места.

## Хронология событий
12 июня 1980 года в 13:04 местного времени (10:04 МСК) рейс Ш-88 с 25 пассажирами и 4 членами экипажа вылетел из Ленинабадского аэропорта, а рейс выполнял Як-40 борт СССР-87689, летящий из Ленинабада через перевал Анзоб в Душанбе, после набора высоты Як-40 занял эшелон полёта 7200 метров. А пилотировал его экипаж, командиром (КВС) которого был Э. М. Ландер. Всего на его борту находились 29 человек: 25 пассажиров (23 взрослых и 2 ребёнка) и 4 члена экипажа.
На участке от перевала Анзоб и до Душанбе небо покрывали отдельные облака с нижней границей 2500—2800 метров и с верхней 6—7 километров, наблюдалась умеренная болтанка, дул свежий западный ветер и имелись очаги гроз. Это было выше метеорологического минимума командира экипажа и не препятствовало выполнению полёта и посадки. До аэропорта Душанбе оставалось 73 километра, когда в 13:32 экипаж уклонился на 9 километров западнее оси трассы и начал обходить грозовые облака. Но об этом диспетчеру было сообщено только через минуту, когда уклонение от маршрута достигло 10 километров. Диспетчер разрешил выполнять обход гроз, а также разрешил снижаться до высоты 6000 метров на ОПРС Пугус. При этом диспетчер районного центра не контролировал полёт авиалайнера и не обнаружил его бокового отклонения вплоть до момента, когда Як-40 приблизился к аэропорту на расстояние 67 километров. В 13:36 экипаж сообщил о прохождении ОПРС Пугус на высоте 6000 метров. На самом деле, они были ещё в 37 километрах от него, а ошибка произошла из-за ошибки в определении скорости ветра, а также из-за сбоев в работе радиокомпасов, что было вызвано электризацией самолёта при проходе через пыльную мглу, а также из-за влияния находящихся вблизи от траектории полёта гроз. Диспетчер районного центра в ходе всего этого не контролировал полёт рейса Ш-88 и не передавал экипажу сведения об их местонахождении. Он лишь передал экипажу сведения о пеленге 340° (относительно КТА), посл чего дал указание переходить на связь с диспетчером подхода.
Як-40 был фактически в 43 километрах северо-западней Пугуса, но диспетчер подхода не стал определять его местонахождение, когда разрешил снижаться до высоты 4800 метров на ДПРМ аэропорта Душанбе, а также указал, что посадка будет выполняться по магнитному курсу 86°. Далее в 13:38 самолёт повернул на курс 160° по направлению к ДПРМ и начал снижаться. В процессе снижения экипаж получил от диспетчера подхода прямой пеленг 330° и указание: «Пооперативнее снижение до 4800 метров». Раз самолёт был по пеленгу 330°, то это значит, что он пересёк ограничительный пеленг 340° и уклонился к западу, но диспетчера это не насторожило и он не начал более внимательно контролировать полёт и выяснять фактическое местонахождение авиалайнера. В свою очередь, снижающийся в облаках экипаж из-за сбоев в работе радиокомпасов в условиях сильной болтанки и обледенения не мог верно определить своего местонахождения.
В 13:40 пилоты ошибочно доложили о прохождении ДПРМ на высоте 4800 метров, хотя до него было ещё 43 километра. Но диспетчер подхода, имея в своём распоряжении необходимые радиотехнические средства, не стал проверять, действительно ли самолёт пролетел ДПРМ, вместо этого разрешив снижаться до высоты круга — 3600 метров. Летя среди гор высотой 4018 метров, экипаж начал выполнять правый разворот со снижением и занял курс 266° (обратный посадочному), после чего снизился до указанной высоты 3600 метров. Не определив их местоположение, диспетчер подхода дал указание переходить на связь с диспетчером круга.
Небо к тому времени уже полностью было затянуто облаками. Когда экипаж вышел на связь с диспетчером круга, тот, как и его коллеги, не стал определять местоположение самолёта и разрешил снижаться до высоты 2100 метров к третьему развороту по давлению аэродрома, не придав значения тому, что авиалайнер находится вне схемы снижения и гораздо правее ограничительного пеленга 275°. Проходя высоту 3000 метров, экипаж доложил, что на высотомерах выставлено давление аэродрома — 694 мм рт.ст.. Также пилоты определили, что они гораздо севернее схемы захода на посадку и выровнялись на высоте 2840 метров, прекратив снижаться, после чего стали поворачивать на курс 180° (на юг), чтобы выйти на схему захода на посадку. Когда диспетчер спросил: «Какой курс держите?», с самолёта ответили: «Сию курс 180 градусов», хотя на самом деле ещё продолжали выполнять разворот и находились в тот момент на курсе 217°. Затем пилоты запросили пеленг и доложили о неустойчивой работе радиокомпасов, в связи с чем просят дать им место самолёта. Диспетчер круга назвал им азимут 300°, не обратив должного внимания, что тот значительно превышает ограничительный (275°), а на запрос о местонахождении ответил, что не может его дать, так диспетчерский локатор отключён (в связи со сменой оборудования), хотя для этого можно было использовать и имеющийся в аэропорту пеленгатор АРП-75.
Як-40, находясь в облаках на высоте 2840 метров, продолжал поворачивать влево на курс 180°, когда в 13:44:00, летя по курсу 208° на скорости 380 км/ч, в 44 километрах северо-западнее КТА Душанбе (азимут 305°) врезался в склон горы и полностью разрушился. Все 29 человек на борту погибли.

## Расследование
Выводы:
1. На последнем участке полёта, производя обход грозовых очагов, вследствие неустойчивой работы радиокомпасов и несоответствия фактического ветра прогнозируемому экипаж не смог точно определить пролёт ОПРС Пугус и ДПРМ аэропорта Душанбе, что затруднило контроль пути по времени и определение местонахождения самолёта.
2. Полёт самолёта при обходе грозовых очагов с уклонением от трассы и схемы захода на посадку диспетчерами службы движения аэропорта Душанбе не контролировался. Местонахождение самолёта на всем протяжении полёта ни разу не определялось и на борт не передавалось, несмотря на то, что полёт выполнялся в особых условиях и выходил за пределы ограничительных пеленгов. Руководитель полётов не принял необходимых мер по предупреждению нарушений со стороны диспетчеров УВД, не организовал качественную работу смены.

Диспетчерами и экипажем допущены следующие нарушения НПП ГА-78: 
1. Диспетчер РЦ не контролировал полёт самолёта и не сообщал экипажу местонахождение самолёта при обходе грозовых очагов;
2. Диспетчер подхода не определил и не сообщил экипажу место самолёта, не уточнил местонахождение самолёта при передаче управления диспетчеру круга и разрешил снижение до высоты 3600 метров — ниже высоты гор в районе фактического местонахождения самолёта;
3. Диспетчер круга не обеспечил опознавание самолёта, не вёл контроль за соблюдением экипажем схемы снижения и захода на посадку и при нахождении самолёта вне схемы за ограничительными пеленгами разрешил снижение до высоты 2100 метров;
4. Экипаж при обходе грозовых очагов не учитывал искажений в показаниях АРК из-за наличия грозовой деятельности и горного эффекта, давал ошибочные данные о пролётах РНТ и не применил рациональные способы самолётовождения для выхода на РНТ.

Эти нарушения привели к отклонению самолёта от оси трассы на 32 километра в сторону гор высотой до 4764 метров, а дальнейшее снижение до 2100 метров — к столкновению самолёта со склоном горы в управляемом полёте в полётной конфигурации.
— 

Заключение: причиной катастрофы самолёта явились нарушения диспетчерами службы УВД аэропорта Душанбе требований НПП ГА-78 при управлении полётом самолёта и ошибки экипажа в определении места самолёта при обходе гроз в горной местности.
— 